# Decauville-Bahn Bafoulabé–Dioubéba
| Decauville-Bahn Bafoulabé–Dioubéba |                   |                                              |                                              |
| Decauville-Bahn Bafoulabé–Dioubéba nach Eric Fresné: 500-mm-Spur rot (1888–89), 600-mm-Spur orange (1890–97) |                   |                                              |                                              |
| Streckenlänge: | 38 + 6 = 44 km    |                                              |                                              |
| Spurweite: | 600 mm und 500 mm |                                              |                                              |
| |                   |                                              |                                              |
| \| \| \| Senegal-Fluss nach Kayes und Saint-Louis \| \| \| \| \| Meterspurbahn Bafoulabé–Kayes von Kayes \| \| \| \| \| Geplant: Meterspurbahn über Mahina zum Niger \| \| \| \| 126 \| Bafoulabé \| Inbetriebnahme 1888[2] \| \| \| \| Fähre über den Bafing-Fluss \| \| \| \| 0 \| Bafoulabé \| Bafoulabé \| \| \| \| 600-mm-Feldbahn \| \| \| \| 38 \| Umladestation \| Umladestation \| \| \| 0 \| Umladestation \| Umladestation \| \| \| \| 500-mm-Mauleselbahn \| \| \| \| 6 \| Dioubéba \| Dioubéba \| \| \| \| BakoyeFluss von Badumbé \| \| |                   |                                              |                                              |
| |                   | Senegal-Fluss nach Kayes und Saint-Louis     |                                              |
| Strecke von links · Strecke unter Wasserlauf Anfang Hochstrecke, Ende Hochstrecke und quer |                   | Meterspurbahn Bafoulabé–Kayes von Kayes      | Meterspurbahn Bafoulabé–Kayes von Kayes      |
| Abzweig ehemals geradeaus und nach rechts |                   | Geplant: Meterspurbahn über Mahina zum Niger | Geplant: Meterspurbahn über Mahina zum Niger |
| Kopfbahnhof Streckenende (Strecke außer Betrieb) | 126               | Bafoulabé                                    | Inbetriebnahme 1888                          |
| |                   | Fähre über den Bafing-Fluss                  |                                              |
| Kopfbahnhof Streckenanfang (Strecke außer Betrieb) | 0                 | Bafoulabé                                    | Bafoulabé                                    |
| Strecke (außer Betrieb) |                   | 600-mm-Feldbahn                              | 600-mm-Feldbahn                              |
| Kopfbahnhof Streckenende (Strecke außer Betrieb) | 38                | Umladestation                                | Umladestation                                |
| U-Bahn-Betriebs-/Güterbahnhof Streckenanfang (Strecke außer Betrieb) | 0                 | Umladestation                                | Umladestation                                |
| U-Bahn-Strecke (außer Betrieb) |                   | 500-mm-Mauleselbahn                          | 500-mm-Mauleselbahn                          |
| U-Bahn-Betriebs-/Güterbahnhof Streckenende (Strecke außer Betrieb) | 6                 | Dioubéba                                     | Dioubéba                                     |
| |                   | BakoyeFluss von Badumbé                      |                                              |

Die Decauville-Bahn Bafoulabé–Dioubéba war eine um 1894 in zwei Abschnitten betriebene Feldbahn-Strecke mit Spurweiten von 600 und 500 mm entlang eines aufgrund von Stromschnellen und Wasserfällen nicht-schiffbaren Bereichs des Bakoye-Flusses von Bafoulabé nach Dioubéba in Mali.

## Streckenverlauf
Von Bafoulabé führte eine 38 km lange Decauville-Bahn mit 600-mm-Spurweite am Südufer des Bakoye bis zu einer Umlade-Station. Von dort gab es eine 6 km lange Decauville-Bahn mit 500 mm Spurweite bis Diuteba, die menschliche Muskelkraft oder Maulesel zur Zugförderung einsetzte.

## Geschichte

### 600-mm- und 500-mm-Feldbahn
In den Jahren 1888–1889 berichtete der Unterstaatssekretär für Kolonien auf Empfehlung einer Kommission, die mit der Untersuchung der Verlängerung der Eisenbahn beauftragt war, zum ersten Mal die Idee, eine Spurweite von 600 mm zu verwenden. Die Kommission stützte sich darauf, dass der Bafing-Fluss die Eisenbahn (bis zum Bau der Brücke bei Mahina) sowieso in zwei unabhängige Abschnitte trennen würde, und schlug vor:
- Die Meter-Spur zwischen Kayes und Bafoulabé vorläufig beizubehalten, indem man den Zug mit Tieren zog, wenn dieser aufgrund mangelhafter Wartung nicht betriebsbereit war
- Eine Spurweite von 600 mm sollte anstelle der Meter-Spur verwendet werden, wenn die Meterspurgleise verschlissen waren
- Die Strecke sollte über den Bafing-Fluss hinaus mit 600-mm-Gleisen fortgeführt werden

Der Inspektor der Kolonien, Édouard Picanon (1854–1939), der sich auf einer Mission im Sudan befand, wies nach, dass die Maultierbahn sehr teuer war, sie eine Verbreiterung des Oberbetts und eine Teerschicht erforderte, ganz zu schweigen von der Sterblichkeit der teuren Lasttiere. Er ging von einem Kilometerpreis der 600-mm-Feldbahn von 19.000 Fr. aus und schlug vor, sie vom Bafing-Fluss bis nach Kita zu bauen, wobei die bestehende Meter-Spur bis Bafoulabé beibehalten werden sollte.
Zu dieser Strecke mit 600-mm-Spurweite sollten 40 Kilometer Strecke mit 500-mm-Spurweite hinzukommen, die für die Kampagne von 1887 beschafft und 1890 zwischen Bafoulabé, Kalé und den Balou-Massiven verlegt worden waren; die 600-mm-Gleise wurden daraufhin auf 5 Kilometern Länge verlegt, und man erreichte Dioubéba auf einer nur improvisiert konzeptionierten Trasse, die auf der weit verbreiteten Idee beruhte, dass die 600-mm-Spur alle Steigungen und Bögen bewältigen könne. Während der Militärkampagne 1891–1892 wurden die alten 500-mm-Gleise ersetzt und eine neue Trasse zwischen Bafing und Dioubaba eingerichtet, die von M. Stirling, einem Artilleristen, entworfen worden war und um die Massive von Kalé und Balou herumführte.

### Meterspurbahn

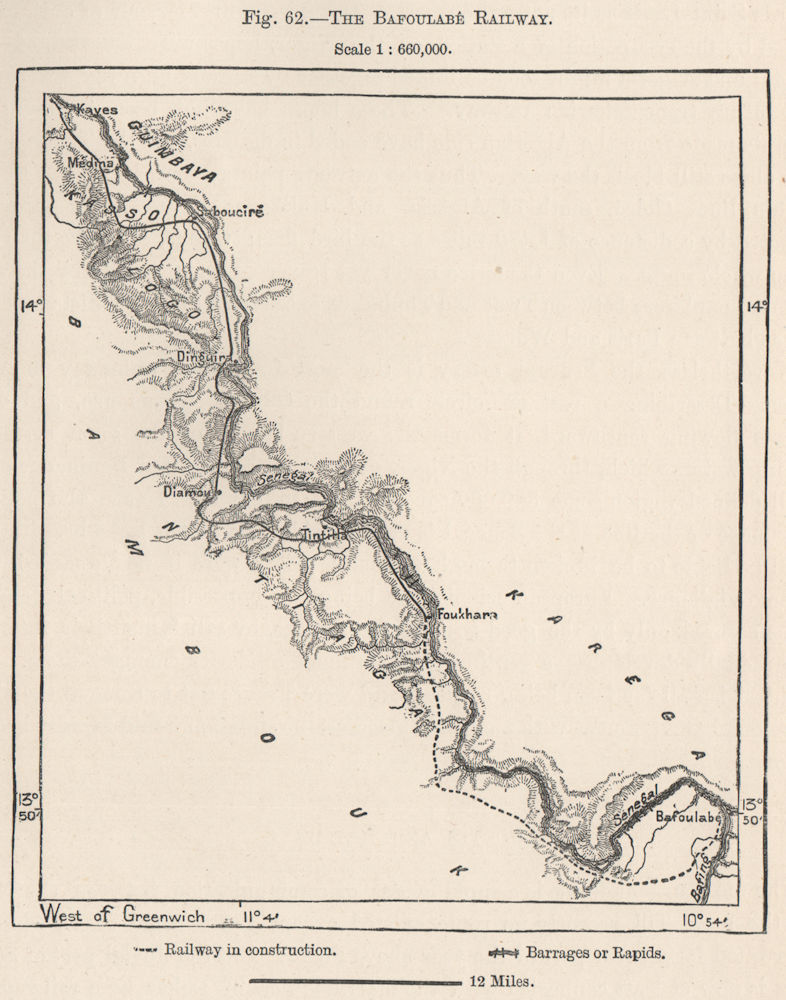
Meterspurbahn Kayes–Foukham und geplante Verlängerung bis Bafoulabé, 1885

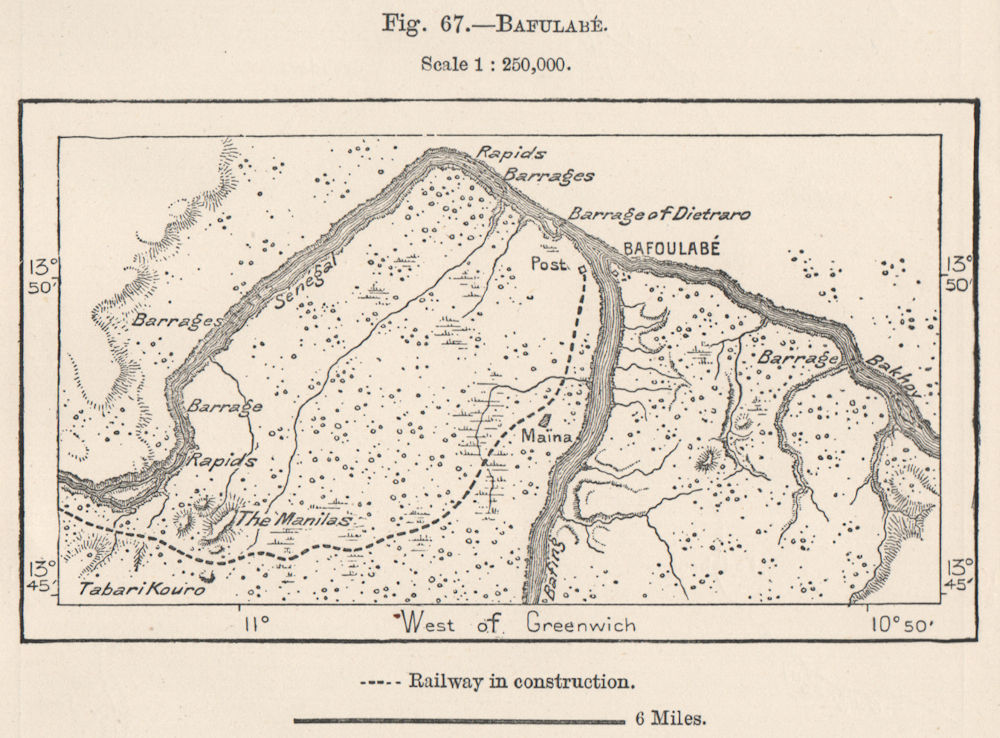
Geplante Streckenführung der Meterspurbahn bei Bafoulabé, 1885

Der erste von einer Lokomotive gezogene Zug erreichte am 11. Mai 1890 Bafoulabé. Ein in der Zeitschrift La voie ferrée veröffentlichter Brief des Kommandanten Hugny aus Segu, vom 20. Dezember 1893, schildert das Verkehrswesen des oberen Senegalgebietes folgendermaßen: Seit 1. November 1893 war ein fahrplanmäßiger Zugdienst im oberen Senegalgebiet eingerichtet worden: Es verkehrten zwei Züge täglich zwischen Kayes und Medine (12 km) und einer täglich von Kayes nach Bafoulabé (126 km). Der Tarif betrug 5 Cts. pro Kilometer. Der Zug nach Medine erwirtschaftete einen Profit. Die afrikanischen Damen nutzten ihn in ihren schönsten Kleidern für Ausflugsfahrten.

### Weitertransport
Von Dioubéba bis Badumbé (38 km) wurden die Güter auf Kähnen zu Wasser auf dem Senegal-Fluss befördert. In Badumbé wurden sie auf dem Landweg mit Hilfe von einachsige Pferdewagen mit genieteten Wagenkästen, den sogenannten Lefèbvre-Wagen, zum Zielort weitertransportiert. Die Güter, die über Bamako nach Ségou und Timbuktu bestimmt waren, wurden in Tubimanko entladen und auf dem Wasserweg den Niger flussabwärts befördert.